# 게오르요스 파파니콜라우
게오르요스 파파니콜라우(그리스어: Γεώργιος Παπανικολάου, 영어: George Papanicolaou /ˌpæpəˈnɪkəlaʊ/ 조지 패퍼니컬라우[*], 1883년 5월 13일 ~ 1962년 2월 19일)는 그리스 태생의 미국의 의사이다.

## 생애
그리스 에비아섬에 위치한 키미 마을 출신이다. 1904년에 아테네 대학교에서 의학 학사 학위를 취득했으며 독일 예나 대학교, 프라이부르크 대학교에서 유학 생활을 했다. 1910년에는 뮌헨 대학교에서 의학 박사 학위를 취득했다. 1913년 미국으로 이주한 뒤부터 뉴욕 병원 병리학과 조교, 코넬 대학교 해부학과 조교로 근무했다.
1928년에는 자궁과 자궁 내막에 서식하는 질 세포진 검사를 통해 자궁암 진단이 가능하다는 논문을 발표했지만 당시에는 세상에 거의 알려지지 않았다. 하지만 1943년에 산부인과 의사로 근무하고 있던 허버트 프레더릭 트로트(Herbert Frederick Traut, 1894년 ~ 1963년)와 공동으로 발표한 논문인 《질 세포진 검사를 통한 자궁암 진단》(Diagnosis of Uterine Cancer by the Vaginal Smear)을 통해 세상에 널리 알려지게 된다. 그가 제시한 자궁암 진단 방법은 팹 테스트(Pap test)로 명명되었으며 현재는 자궁암 진단에 널리 사용되고 있다.
1950년에는 래스커-드베이키 임상 의학 연구상(Lasker-DeBakey Clinical Medical Research Award)을 수상했다. 1961년에 미국 플로리다주 마이애미로 이주한 뒤부터 마이애미 대학교에 파파니콜라우 암 연구소(Papanicolaou Cancer Research Institute) 설립을 추진했지만 1962년 2월 19일에 암 연구소가 설립되기 이전에 사망했다. 1995년부터 2001년까지 발행된 그리스의 10,000 드라크마 지폐에는 그의 초상화가 그려져 있다.